# بخش پاکلین
بخش پاکلین (به اسپانیایی: Departamento Paclín) یک منطقهٔ مسکونی در آرژانتین است که در استان کاتامارکا واقع شده‌است. بخش پاکلین ۹۸۵ کیلومتر مربع مساحت و ۴٬۲۹۰ نفر جمعیت دارد.